# Gârciu
Gârciu (węg. Göröcsfalva) – wieś w Rumunii, w okręgu Harghita, w gminie Racu. W 2011 roku liczyła 479 mieszkańców.